# SV Saestum
Der Sport Vereniging (kurz: SV) Saestum ist ein niederländischer Sportverein aus der Stadt Zeist. Sportliches Aushängeschild ist die Frauenfußball-Abteilung.

## Geschichte
Der Verein wurde am 6. Januar 1926 gegründet. Frauenfußball wird erst seit 1981 gespielt. Seit Gründung der Hoofdklasse gehört der SV Saestum dieser Klasse an. 1996 wurde der Verein erstmals Meister. Dies war der erste von fünf Meisterschaften in Folge. 1997 und 1998 wurde der Verein Pokalsieger. Nach einjähriger Pause konnte 2002 der sechste Titel gewonnen werden. Im Jahr davor und in den zwei Jahren danach musste man dem VV Ter Leede aus Sassenheim den Vortritt überlassen. Im UEFA Women’s Cup belegte man den zweiten Platz in der Gruppe hinter dem norwegischen Meister Trondheims-Ørn. 2004 wurde man zum dritten Mal Pokalsieger und konnte den erstmals ausgespielten Supercup gewinnen. Ein Jahr später wurde die siebte Meisterschaft gefeiert. Der zweite Auftritt auf europäischer Ebene war erfolgreicher. In der ersten Runde ließ man den spanischen Meister Athletic Bilbao hinter sich und erreichte als erste niederländische Mannschaft die zweite Runde. Dort wurde man hinter dem 1. FFC Turbine Potsdam und Montpellier HSC Gruppendritter. Ein Jahr später konnte man erneut in die zweite Runde des UEFA Women’s Cup einziehen.
Insgesamt hat der Verein vier Frauen- und elf Mädchenmannschaften sowie mehrere Teams im Männerfußball im Spielbetrieb.

## Erfolge
- Niederländischer Meister 1996, 1997, 1998, 1999, 2000, 2002, 2005, 2006 (8)
- Niederländischer Pokalsieger 1997, 1998, 2004
- Niederländischer Supercupsieger 2004, 7. September 2006